# Нестор Альбиак
Нестор Альбиак Рохер (исп. Néstor Albiach Roger; 18 августа 1992, Чиривелья, Испания), наиболее известный как Нестор — испанский футболист, нападающий клуба «Бадалона».

## Биография
Нестор Альбиак родился в Чиривелье, Валенсия, Испания. В начале своей карьеры он был игроком молодёжного состава «Леванте», но свой профессиональный дебют он совершил с клубом из Терсеры «СК Рекена» в сезоне 2011/12.
В августе 2012 года Нестор перешёл в клуб из Сегунды Б «Олимпик Хатива». Уже 25 января следующего года Альбиак подписал контракт с клубом чешского чемпионата «Дуклой» из Праги.
Нестор Альбиак дебютировал за «Дуклу» 22 февраля 2013 года, выйдя в стартовом составе на матч с «Теплице». Он забил свои первые голы в чемпионате Чехии 13 апреля, оформив дубль в домашней встрече против «Яблонца», которая в итоге закончилась со счётом 5:1.